# F-35
F-35 Lightning II („Мълния“) е едноместен реактивен, многоцелеви стелт-изтребител от пето поколение, разработен от американската компания Lockheed Martin в три варианта: за нуждите на Военновъздушните сили на САЩ (наземно базиран с конвенционално излитане и кацане), Военноморския флот на САЩ (палубен изтребител), както и Корпуса на морската пехота на САЩ и Кралския военноморски флот на Великобритания (късо излитане и вертикално приземяване).
Основни партньори на Lockheed Martin при разработването на F-35 са Northrop Grumman и BAE Systems. F-35 е продукт на най-скъпата оръжейна програма в историята ($1.3 трилиона).
Първият полет се извършва на 15 декември 2006 г.
Създаването на съвместния ударен изтребител е предимно финансирано от САЩ, с допълнително финансиране от партньори. Партньорските нации са или страни-членки на НАТО или близки съюзници на САЩ. Обединеното кралство, Италия, Израел, Нидерландия, Австралия, Канада, Норвегия, Дания и Турция са част от развойната програма. Япония е поръчала самолета, като е възможно Сингапур също да го получи за своите въоръжени сили.
F-35 е създаван най-вече от Lockheed Martin с части, осигурени от САЩ, Великобритания и други страни, участващи в проекта. Самолетът се сглобява в САЩ, Италия и Япония.

## Основни страници
- Официална информация от страницата на производителя
- Официална страница за програмата Ф-35 Архив на оригинала от 2007-10-27 в Wayback Machine., Official JSF videos Архив на оригинала от 2010-03-15 в Wayback Machine.
- Official F-35 Team web site
- JSF UK Team Архив на оригинала от 2001-05-21 в Wayback Machine.
- F-35 – Royal Air Force Архив на оригинала от 2007-09-28 в Wayback Machine.
- U.S. Navy Research, Development & Acquisition, F-35 page Архив на оригинала от 2008-06-25 в Wayback Machine.
- U.S. Naval Air Systems Command Архив на оригинала от 2014-03-30 в Wayback Machine., NAVAIR news
- Страница за програмата Ф-35 на български